# Prowincja Bình Thuận
Bình Thuận wymowaⓘ – prowincja Wietnamu, znajdująca się w południowej części kraju, w Regionie Południowo-Wschodnim.

## Podział administracyjny
W skład prowincji Bình Thuận wchodzi osiem dystryktów oraz dwa miasta.
- Miasta:

1. La Gi
2. Phan Thiết

- Dystrykty:

1. Bắc Bình
2. Đức Linh
3. Hàm Tân
4. Hàm Thuận Bắc
5. Hàm Thuận Nam
6. Phú Quý
7. Tánh Linh
8. Tuy Phong